# Lipovec Lonjski
Lipovec Lonjski je naselje u Republici Hrvatskoj u Zagrebačkoj županiji. 

## Zemljopis
Administrativno je u sastavu općine Kloštar Ivanić. Naselje se proteže na površini od 5,75 km².

## Stanovništvo
Prema popisu stanovništva iz 2001. godine u Lipovcu Lonjskom živi 336 stanovnika i to u 101 kućanstvu. Gustoća naseljenosti iznosi 58,43 st./km².
| broj stanovnika | 180   | 172   | 172   | 205   | 216   | 258   | 303   | 306   | 334   | 363   | 338   | 338   | 356   | 297   | 336   | 375   | 274   |
|                 | 1857. | 1869. | 1880. | 1890. | 1900. | 1910. | 1921. | 1931. | 1948. | 1953. | 1961. | 1971. | 1981. | 1991. | 2001. | 2011. | 2021. |